# Jørgen Walter
Jørgen Walter (død i maj 1670) var en dansk officer.
Walter gjorde sig som oberstløjtnant under krigen mellem Danmark og Sverige 1643—1645 fordelagtig bekendt ved sit tapre og dygtige forsvar af fæstningen Rendsborg, hvorfor den danske konge belønnede ham med et gods i Holsten og en større årlig pension. Efter Frederik III's tronbestigelse kom han til København, fik trods sit brutale og udannede væsen adgang til hoffet, hvor navnlig dronning Sophie Amalie begunstigede ham, og optoges 1649 i den danske adelsstand. Særlig omtalt blev han, da han, uvist af hvilke bevæggrunde, fik sin elskerinde Dina Vinhofvers til at rette den beskyldning mod Corfitz Ulfeldt og Leonora Christina, at de havde villet rydde Frederik III af vejen ved gift. I december 1650 berettede Dina Vinhofvers sagen for kongen og vandt virkelig tiltro. I februar 1651 udnævntes han til oberst og kongelig råd. Under sagens forløb sigtede Ulfeldt Walter for at være Dina Vinhofvers' medskyldige og beskyldte ham også for mordplaner mod sig. Walter fik vel ordre til at blive i København, og det forbødes ham at vise sig ved hoffet, men kongen tog ham dog i sin særlige beskærmelse i anledning af de trusler, der rettedes mod ham. enDa Dina Vinhofvers havde bekendt, at Walter var ophavsmanden til beskyldningerne mod Ulfeldt, frafaldt denne selv at forfølge sagen. Walter indstævnedes nu for herredagen, der dog erklærede, at der ikke forelå noget bevis for, at Walter var ophavsmanden til Dina Vinhofvers' løgnagtige fortællinger; derimod havde han mod bedre vidende fremstillet hende som en ærbar kvinde, og kongen opfordredes af den grund til at forvise ham. Dette skete også kort efter. I den følgende tid opholdt Walter sig i udlandet; efter Ulfeldts domfældelse 1663 fik han tilladelse til at vende tilbage, men gjorde først 1668 brug deraf. Han måtte dog snart efter rømme til Skåne. Da han vendte tilbage herfra og mistænktes for at være deltager i nogle formodede planer om at forgive kongehuset, blev han sat i fængsel i Blåtårn, hvor han døde.